# James Lord Pierpont
James Lord Pierpont (25. dubna 1822 Boston, Massachusetts — 5. srpna 1893 Winter Haven, Florida) byl americký písničkář, aranžér, varhaník, voják Konfederace a skladatel, známý především díky své písni „Jingle Bells“, původně nazývanou „The One Horse Open Sleigh“, kterou napsal a složil v roce 1857.
Narodil se v Bostonu ve státě Massachusetts a zemřel ve Winter Haven na Floridě. Jeho skladba „Jingle Bells“ se stala synonymem vánočních svátků a je jednou z nejhranějších a nejznámějších písní na světě.

## Raný život a kariéra
Narodil se 25. dubna 1822 v Bostonu ve státě Massachusetts. Jeho otec, reverend John Pierpont (1785-1866), byl pastorem unitářského kostela na Hollis Street v Bostonu, abolicionistou a básníkem. Robert Fulghum v knize It Was On Fire When I Lay Down On It (1989) zaměnil Jamese s jeho otcem; autorství písně „Jingle Bells“ mylně připsal reverendu Johnu Pierpontovi. Jamesovou matkou byla Mary Sheldon Lordová (1787-1855), dcera Lynda Lorda mladšího (1762-1813) a Mary Lymanové. James byl strýcem finančníka a bankéře Johna Pierponta Morgana. John a Mary Pierpontovi měli celkem šest dětí.
V roce 1832 byl poslán do internátní školy ve státě New Hampshire. Napsal matce dopis o jízdě na saních v prosincovém sněhu. V roce 1836 utekl na palubě velrybářské lodi Shark, poté sloužil do svých 21 let u amerického námořnictva.
V roce 1845 se vrátil na severovýchod, navštívil Novou Anglii a přestěhoval se do státu New York, kde byl ve městě Troy jeho otec pastorem unitářského sboru. V roce 1846 oženil s Millicent Coweeovou, dcerou Farwella Coweeho a Abigail Merriamové. Usadili se v Troyi, kde se jim narodily dvě děti. Jeho otec, reverend John Pierpont, přijal v roce 1849 místo pastora unitářského sboru ve městě Medford ve státě Massachusetts.
V roce 1849 nechal svou ženu a děti u otce v Massachusetts, aby si mohl během éry kalifornské zlaté horečky otevřít obchod v San Franciscu. Pracoval také jako fotograf. Jeho podnikání zkrachovalo poté, co jeho zboží shořelo při požáru.
V roce 1856 jeho žena Millicent zemřela a poté, co jeho bratr, reverend John Pierpont mladší (1819-1879), přijal místo v unitářském sboru ve městě Savannah ve státě Georgie, James ho následoval a přijal místo varhaníka a hudebního ředitele kostela. Aby se uživil, pořádal lekce varhanní hry a zpěvu. Varhany jsou v současné době majetkem Florida State University.
Dne 27. března 1852 vydal svou skladbu „The Returned Californian“, založenou na zážitcích ze San Francisca, kterou v Bostonu vydal E. H. Wade z Washington Street 197. Skladbu původně zpíval S. C. Howard ze skupiny Ordway's Aeolians. Byla také napsána přímo pro Ordway's Aeolians „Jamesem Pierpontem Esq.“ a upravil ji John Pond Ordway (1824-1880). Píseň vypráví verzi zážitků Pierponta z doby kalifornské zlaté horečky a neúspěchu jeho podniku: „Oh! I'm going far away from my Creditors just now, I ain't the tin to pay 'em and they're kicking up a row.“ („Věřitelům se právě teď vzdaluji, nemám z čeho platit a oni mi dělají naschvály.“). Knihovna amerického Kongresu vlastní kopii originálního notového záznamu. Text písně je následující:
Oh, I'm going far away from my Creditors just now,

I ain't the tin to pay 'em and they're kicking up a row;

I ain't one of those lucky ones that works for 'Uncle Sam,'

There's no chance for speculation and the mines ain't worth a ('d--') Copper.

There's my tailor vowing vengeance and he swears he'll give me Fitts,

And Sheriff's running after me with pockets full of writs;

And which ever way I turn, I am sure to meet a dun,

So I guess the best thing I can do, is just to cut and run.

Oh! I wish those 'tarnel critters that wrote home about the gold

Were in the place the Scriptures say 'is never very cold;'

For they told about the heaps of dust and lumps so mighty big,

But they never said a single word how hard they were to dig.

So I went up to the mines and I helped to turn a stream,

And got trusted on the strength of that delusive golden dream;

But when we got to digging we found 'twas all a sham,

And we who dam'd the rivers by our creditors were damn'd.

Oh! I'm going far away but I don't know where I'll go,

I oughter travel homeward but they'll laugh at me I know;

For I told 'em when I started I was bound to make a pile,

But if they could only see mine now I rather guess they'd smile.

If of these United States I was the President,

No man that owed another should ever pay a cent;

And he who dunn'd another should be banished far away,

And attention to the pretty girls is all a man should pay.
V roce 1853 vydal v Bostonu nové minstrelské skladby, mimo jiné „Kitty Crow“, věnovanou W. W. McKimovi, a „The Colored Coquette“, minstrelskou píseň, kterou vydal Oliver Ditson. V tomto roce vyšla také skladba „The Coquette“ a upravená verze pro kytaru s názvem „The Coquet“. Vydal také upravenou verzi s názvem „The Universal Medley“.
V roce 1854 složil písně „Geraldine“ a „Ring the Bell, Fanny“ pro operní soubor Nightingale George Kunkla. Ve stejném roce si ponechal autorská práva písně „To the Loved Ones at Home“ a balady „Poor Elsie“, kterou napsal a upravil přímo pro Campbellovy minstrely, což byli konkurenti Christyho minstrelů. V roce 1855 složil píseň „The Starlight Serenade“, kterou vydalo nakladatelství Miller and Beacham v Baltimoru. Složil také píseň „I Mourn For My Old Cottage Home“. V roce 1857 vznikl další úspěšný skladatelský hit. Ve spolupráci s textařem Marshallem S. Pikem napsal píseň „The Little White Cottage“ neboli „Gentle Nettie Moore“, kterou vydalo nakladatelství Oliver Ditson and Company a na kterou byla 16. září 1857 vydána autorská práva. Autorství písně se objevilo ve znění: „Poetik Marshall S. Pike, Esq.", „Melodie G. S. P.“ a „Sbor a klavírní doprovod J. S. [sic] Pierponta“.
Vydal několik balad, polek, například „The Know Nothing Polka“ publikovanou E. H. Wadem v roce 1854, a minstrelských písní.
V srpnu 1857 se oženil s Elizou Jane Purseovou, dcerou starosty Thomase Purse města Savannah. Brzy se jim narodilo první dítě, Lillie. Pierpontovy děti z prvního manželství zůstaly v Massachusetts u jejich dědečka.
V srpnu 1857 byla vydána společností Oliver Ditson and Company na Washington Street 277 v Bostonu jeho píseň „The One Horse Open Sleigh“, věnovaná Johnu P. Ordwayovi. Píseň byla 16. září 1857 opatřena autorskými právy. Píseň původně zazněla na koncertě nedělní školy na Den díkůvzdání v Savannah ve státě Georgie, ačkoli se tvrdí, že ji Pierpont napsal v roce 1850 v Medfordu ve státě Massachusetts. V roce 1859 byla znovu vydána s názvem „Jingle Bells, or The One Horse Open Sleigh“. V době původního vydání se píseň hitem nestala.
Původní text písně „The One Horse Open Sleigh“, jak ji napsal James Lord Pierpont v roce 1857, je následující:
Dashing thro' the snow,

In a one-horse open sleigh,

O'er the hills we go,

Laughing all the way;

Bells on bob tail ring,

Making spirits bright,

Oh what sport to ride and sing

A sleighing song to night.

Jingle bells, Jingle bells,

Jingle all the way;

Oh! what joy it is to ride

In a one horse open sleigh.

Jingle bells, Jingle bells,

Jingle all the way;

Oh! what joy it is to ride

In a one horse open sleigh.

A day or two ago,

I thought I'd take a ride,

And soon Miss Fannie Bright

Was seated by my side,

The horse was lean and lank;

Misfortune seemed his lot,

He got into a drifted bank,

And we, we got upsot.

A day or two ago,

The story I must tell

I went out on the snow

And on my back I fell;

A gent was riding by

In a one-horse open sleigh,

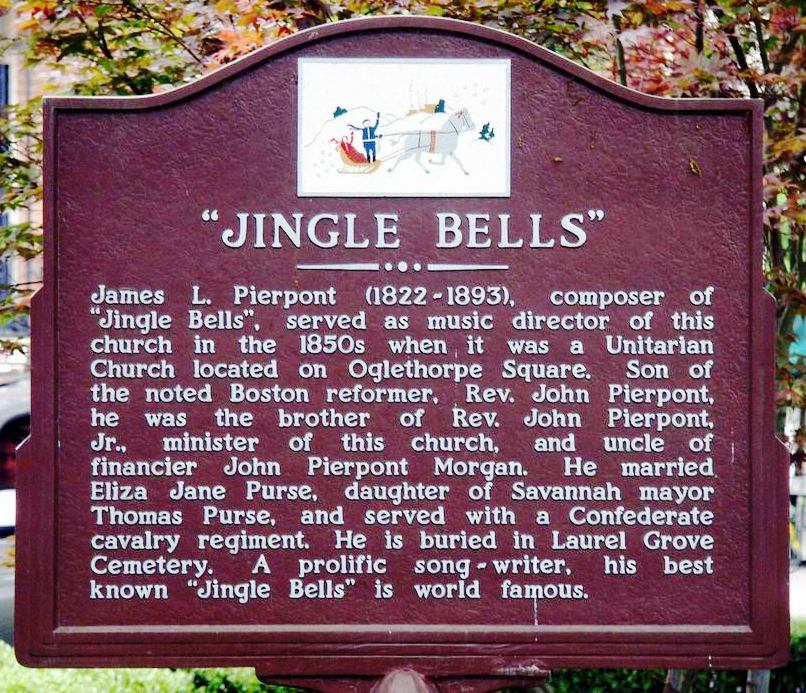
Pamětní deska Jamese Lorda Pierponta a jeho skladby „Jingle Bells“ ve městě Savannah ve státě Georgie.

He laughed as there I sprawling lie,

But quickly drove away.

Now the ground is white

Go it while you're young,

Take the girls to night

And sing this sleighing song;

Just get a bob tailed bay

Two forty as his speed.

Hitch him to an open sleigh

And crack, you'll take the lead.
V pozdějších verzích písně došlo k drobným úpravám textu a byla použita nová, jednodušší melodie refrénu. V této upravené podobě se píseň „Jingle Bells“ stala jednou z nejpopulárnějších a nejznámějších písní, které kdy vznikly.
V roce 1859 byl unitářský kostel ve městě Savannah uzavřen kvůli svému abolicionistickému postoji, který byl na Jihu nepopulární. V roce 1860 se jeho otec, reverend John Pierpont Jr., vrátil na Sever. James však zůstal v Savannah se svou druhou manželkou Elizou Jane.

## Občanská válka
Na počátku občanské války, v létě 1861, narukoval jako vojín k Lamar Rangers, jezdeckému pluku domobrany z Lamar County. V září 1861 se Lamar Rangers stali rotou 1. praporu Georgijské kavalerie a 1. září Pierpont vstoupil do pluku jako vojín.
1. prapor sloužil na pobřeží Georgie v letech 1861 až 1863, kde chránil před útoky Unie, ale do akce se příliš nezapojil. Dne 20. ledna 1863 byl 1. prapor sloučen do 5. pluku a Pierpont byl zařazen do roty H. U 5. pluku sloužil až do dubna 1865 a bojoval v mnoha bitvách: v kampani v Atlantě a v kampani v Karolínách. Záznamy uvádějí, že nějakou dobu sloužil jako úředník roty.
Napsal také hudbu pro Konfederaci, včetně písní „Our Battle Flag“, „Strike for the South“ a „We Conquer or Die“. Jeho otec se v roce 1861 zúčastnil vojenské služby jako kaplan 22. pěšího pluku Massachusettské armády Unie ve Washingtonu a později pracoval pro americké ministerstvo financí. Pierpont a jeho otec tak během občanské války stáli na opačných stranách.

## Pozdější život
Po válce se s rodinou přestěhoval do Valdosty v Georgii, kde vyučoval hudbu. Podle savannahské autorky Margaret DeBoltové a badatele Miltona J. Rahna se ve Valdostě narodil Pierpontův syn Maynard Boardman. Sčítání lidu v okrese Lowndes z roku 1870 uvádí: „Pierpont, James 48, Eliza J. 38, Lillie 16, Thomas 8, Josiah 5 a Maynard B. 4“. Pokud bylo Lillii v roce 1870 16 let, narodila se přibližně v roce 1854.
Pierpontova první žena zemřela v roce 1856 a v již zmíněném sčítání lidu se jako datum sňatku Elizy a narození Lillie uvádí rok 1857. Pierpontova první žena nepochybně zemřela v roce 1856, takže pokud se Lillie, jeho dítě z druhého manželství, narodila v roce 1854, bylo by to více než dva roky před smrtí jeho první ženy.
V roce 1869 se přestěhoval do Quitmanu ve státě Georgie. Zde působil jako varhaník v presbyteriánském kostele, dával soukromé hodiny klavíru a vyučoval na Quitman Academy, do důchodu odešel jako vedoucí hudebního oddělení.
V roce 1880 Pierpontův syn, doktor Juriah Pierpont, obnovil autorská práva písně „Jingle Bells“, ale nikdy na nich nevydělal. Stálo ho značné úsilí, aby po vypršení autorských práv zůstalo jméno jeho otce s písní trvale spojeno.[zdroj?]
Pierpont strávil své poslední dny v domě svého syna ve Winter Havenu na Floridě, kde 5. srpna 1893 zemřel. Na jeho žádost byl pohřben na hřbitově Laurel Grove Cemetery v Savannah vedle svého švagra Thomase Purse, který padl v první bitvě u Bull Runu jako vojín roty B 8. pěšího pluku Georgie.

## Další skladby
Mezi další Pierpontovy skladby se řadí:
- „The Returned Californian“, 1852
- „Kitty Crow“, balada, 1853
- „The Coquette, A Comic Song“, 1853, s „Words by Miss C. B.“. „The Coquet“ byla Pierpontova úprava písně „The Coquette“ pro kytaru.
- „The Colored Coquette“, minstrelská píseň, 1853
- „To the Loved Ones at Home“, 1854
- „Ring the Bell, Fanny“, 1854
- „Geraldine“, 1854
- „Poor Elsie“, balada, 1854
- „The Know Nothing Polka“, 1854
- „The Starlight Serenade“, 1855
- „To All I Love, 'Good Night'“
- „I Mourn For My Old Cottage Home“
- „Gentle Nettie Moore“ nebo jako „The Little White Cottage“, 1857, text: Marshall S. Pike, melodie: G. S. P., „Sbor a klavírní doprovod J. S. [sic] Pierpont“
- „Wait, Lady, Wait“
- „Quitman Town March“
- „Our Battle Flag“
- „We Conquer or Die“, 1861
- „Strike for the South“, 1863
- „Oh! Let Me Not Neglected Die!“

Píseň „Nettie Moore“ od Boba Dylana je založena na albu Modern Times (2006) na „Gentle Nettie Moore“. Struktura refrénu a první dva verše („Oh, I miss you Nettie Moore / And my happiness is o'er“) písně Boba Dylana „Nettie Moore“ jsou stejné jako v baladě „The Little White Cottage, or Gentle Nettie Moore“, kterou v Bostonu v roce 1857 vydal Marshall S. Pike (básník), G.S.P. (melodie) a James S. Pierpont (sbor a klavírní doprovod).[8] Píseň z roku 1857 pojednává o muži, kterému se stýská po dívce jménem Nettie Mooreová, koupené do otroctví louisianským obchodníkem, který „dal Mistrovi peníze“, spoutal ji řetězy a odvedl ji z malé bílé chaloupky, „aby pracovala celý život“.
Skupina The Sons of the Pioneers s Royem Rogersem nahrála píseň „Gentle Nettie Moore“ v srpnu 1934 pro Standard Radio v Los Angeles a vydala ji jako rozhlasovou desku 33 RPM, EE Master 1720. Nahrávka byla znovu vydána na CD č. 4 z kompletu 5 CD Songs Of The Prairies: The Standard Transcriptions – Part 1: 1934-1935 na Bear Family Records, BCD 15710 EI, 1998, Německo. Autorství písní na této kolekci je uvedeno jako „Gentle Nettie Moore“ (Marshall S. Pike/James Pierpont).

## Ocenění
- Od roku 1890 do roku 1954 byla píseň „Jingle Bells“ v první pětadvacítce nejčastěji podle nahraných písní historie. Porazila „My Old Kentucky Home“, „The Stars and Stripes Forever“, „Blue Skies", "I Got Rhythm“ a „Georgia on My Mind“.[10]
- Za všeobecný úspěch své skladby byl Pierpont v roce 1970 zvolen do písničkářské Hall of Fame.
- V roce 1997 byl na univerzitě Armstrong Atlantic State University ve městě Savannah ve státě Georgie založen Fond hudebního stipendia Jamese Lorda Pierponta.

## V popkultuře
- Film Jingle All the Way (1996) Arnolda Schwarzeneggera odkazuje na píseň „Jingle Bells“
- „Jingle Bell Rock“ odkazuje na píseň „Jingle Bells“
- „The Christmas Song (Chestnuts Roasting on an Open Fire)“ od Nat King Cola cituje

v závěru píseň „Jingle Bells“.
- „Santa Claus is Coming to Town“ v živém podání Bruce Springsteena a E Street Band v závěru cituje melodii z písně „Jingle Bells“.
- Ve filmu Přelet nad kukaččím hnízdem z roku 1975 s Jackem Nicholsonem v hlavní roli zazní během scény na večírku instrumentální verze písně „Jingle Bells“.
- V písni „White Christmas“, kterou nahráli The Drifters v roce 1954, zazní v závěru úryvek písně „Jingle Bells“.
- „Jingle Bells“ byla první písní, která zazněla ve vesmíru 16. prosince 1965, kdy ji astronauti NASA Wally Schirra a Thomas Stafford na palubě Gemini 6 zahráli na harmoniku a zvonky řídicímu středisku mise. Oba nástroje jsou vystaveny ve Smithsonově institutu National Air and Space Museum.

### Informační poznámky
1. ↑  Pierpontovo jméno se na notovém přebalu písně „The Little White Cottage“ objevilo chybně jako „J. S. Pierpont“. Viz: „The Little White Cottage, or Gentle Nettie Moore“. Knihovna Kongresu. [Cit. 2022-12-23]
2. ↑  Zatímco skladba „Jingle Bells“ zůstává jeho jedinou písní, která se pravidelně hraje a nahrává, ostatní jeho písně také. Například Jamie Keena, baladik a odborník na hudbu 19. století, nahrál několik skladeb Pierponta z tohoto období, včetně „Ring the Bell, Fanny“ (1854), „Quitman Town March“ a „Wait, Lady, Wait“, a také tři písně Konfederace napsané v 60. letech 19. století: „Our Battle Flag“, „We Conquer or Die“ (1861) a „Strike for the South“ (1863). Viz: „James Lord Pierpont. The Hymns and Carols of Christmas“ [Cit. 2022-12-23]

### Citace
V tomto článku byl použit překlad textu z článku James Lord Pierpont na anglické Wikipedii.
1. 1 2 3   James Pierpont Songs, Albums, Reviews, Bio & More. AllMusic [online]. [cit. 2022-12-22]. Dostupné online. (anglicky)
2. 1 2 3 4 5  „Staking claim to a carol Georgians say 'Jingle Bells' is their song -- not Medford's“, Boston Globe, 25. prosince 2003, [Cit. 2022-12-22]
3. 1 2 3 4 5 6 7 8 9 10 11 12 13 14  DAISS, Timothy. Rebels, saints, and sinners : Savannah's rich history and colorful personalities. Gretna [La.]: Pelican Pub. Co 240 pages s. Dostupné online. ISBN 1-58980-049-4, ISBN 978-1-58980-049-6. OCLC 49493485
4. 1 2  Viz Medford, Mass Census 1855
5. ↑   Unitarian Universalist Church of Savannah. Unitarian Universalist Church of Savannah [online]. [cit. 2022-12-22]. Dostupné v archivu pořízeném z originálu dne 2022-12-22.
6. ↑  Lyrics, "The Returned Californian", 1852 sheet music. Library of Congress. Washington, DC. Cit. 2022-12-23
7. ↑   Join Ancestry. www.ancestry.ca [online]. [cit. 2022-12-23]. Dostupné online.
8. ↑  "Gentle Nettie Moore", 1857 sheet music, The University of Tennessee, Knoxville, Libraries, Digital Collections. [Cit. 2022-12-23]
9. ↑  Lyrics, "The Little White Cottage; or Gentle Nettie Moore", 1857 sheet music. Library of Congress. Washington, DC. [Cit. 2022-12-23]
10. ↑  J.S.  Pierpont. Songwriters Hall of Fame. songhall.org. [Cit. 2022-12-23]